# Dwightla hercules
Dwightla hercules är en insektsart som beskrevs av Rauno E. Linnavuori och Al-ne'amy 1983. Dwightla hercules ingår i släktet Dwightla och familjen dvärgstritar. Inga underarter finns listade i Catalogue of Life.